# Nemotelus mersinae
Nemotelus mersinae är en tvåvingeart som beskrevs av Becker 1915. Nemotelus mersinae ingår i släktet Nemotelus och familjen vapenflugor.
Artens utbredningsområde är Turkiet. Inga underarter finns listade i Catalogue of Life.